# Paweł Dunin-Wąsowicz
Paweł Dunin-Wąsowicz, né le 31 décembre 1967 à Varsovie, est un journaliste, essayiste et critique littéraire polonais, rédacteur en chef du mensuel Lampa (pl), fondateur des éditions Lampa i Iskra Boża. Il se réclame du « banalisme ».

## Biographie
Paweł Dunin-Wąsowicz a effectué sa scolarité secondaire au lycée Sempołowska (pl) (avec classe bilingue franco-polonaise) de Varsovie. Il a ensuite fait des études de journalisme à l'université de Varsovie.
Il a animé avec Tomasz Łubieński et Kinga Dunin l'émission littéraire Dobre książki sur TVP1.
Dans la presse écrite, il a collaboré à Życie Warszawy (pl), Machina (pl) et Przekrój (pl), comme critique littéraire et de bandes dessinées. En tant que poète, il a publié des années quatre-vingt-dix des poèmes dans le magazine Fronda (pl), dont il était un des rédacteurs. Il publié également des articles dans les magazines mensuels consacrés à Varsovie Skarpa Warszawska (pl) (revue historique) et Stolica (pl).
En tant qu'éditeur, c'est lui qui a révélé Dorota Masłowska.
Il a créé avec Jarosław Lipszyc (en) et Piotr Marecki (pl) le blog Kumple.
Il a été lauréat du prix Paszport Polityki en 2005 dans la catégorie « création culturelle ».
Il chante et joue de la guitare dans le groupe Meble qui se décrit comme « le plus mauvais groupe du monde », mais aussi dans les groupes Cukierki et Paul Pavique.
Il est le fils de l'historien Krzysztof Dunin-Wąsowicz (pl).

## Publications
- Parnas Bis. Słownik literatury polskiej urodzonej po 1960 roku (Parnasse bis : Dictionnaire de la littérature polonaise née après 1960) - en collaboration avec Krzysztof Varga, Lampa i Iskra Boża, Varsovie 1995  (ISBN 83-86735-08-2), 1998
- Rewelaja (Révélation), 1994
- Widmowa biblioteka. Leksykon książek urojonych (Bibliothèque de mes fantômes : Lexique des livres de l'imaginaire), Lampa i Iskra Boża, Varsovie 1997  (ISBN 978-83-86735-31-0)
- Odczapów. Przewodnik dla turystów mentalnych (Odczapów - Guide pour les touristes mentaux), Lampa i Iskra Boża, Varsovie, 1999 - en collaboration avec Andrzej Stefan Rodys  (ISBN 83-86735-32-5)
- Oko smoka. Literatura tzw. pokolenia brulionu wobec rzeczywistości III RP (L'Œil du dragon) 2000
- Rozmowy lampowe, Lampa i Iskra Boża, Varsovie, 2007  (ISBN 978-83-89603-227)
- Warszawa Fantastyczna (Varsovie fantastique) 2011
- Fantastyczny Kraków (Cracovie fantastique) 2013